# Samsung Galaxy Note 10
El Samsung Galaxy Note 10 es una línea de teléfonos inteligentes de gama alta diseñado y desarrollado por Samsung Mobile, forman parte de la gama Samsung Galaxy Note y usan el sistema operativo Android. lanzado el 7 de agosto de 2019, y son los sucesores del Samsung Galaxy Note 9.
El nuevo dispositivo tiene sus modelos Note 10 y Note 10+ respectivamente, se diferencian principalmente en el tamaño de la pantalla, la ram, su resolución de pantallas.
Tiene cómo CPU al Qualcomm Snapdragon 855+ (plus) solo Estados Unidos y China, o Samsung Exynos 9825 (resto del mundo), en Verizon para el mercado de Estados Unidos, salió una versión 5G por 200 dólares más al precio oficial.

## Especificaciones

### Hardware

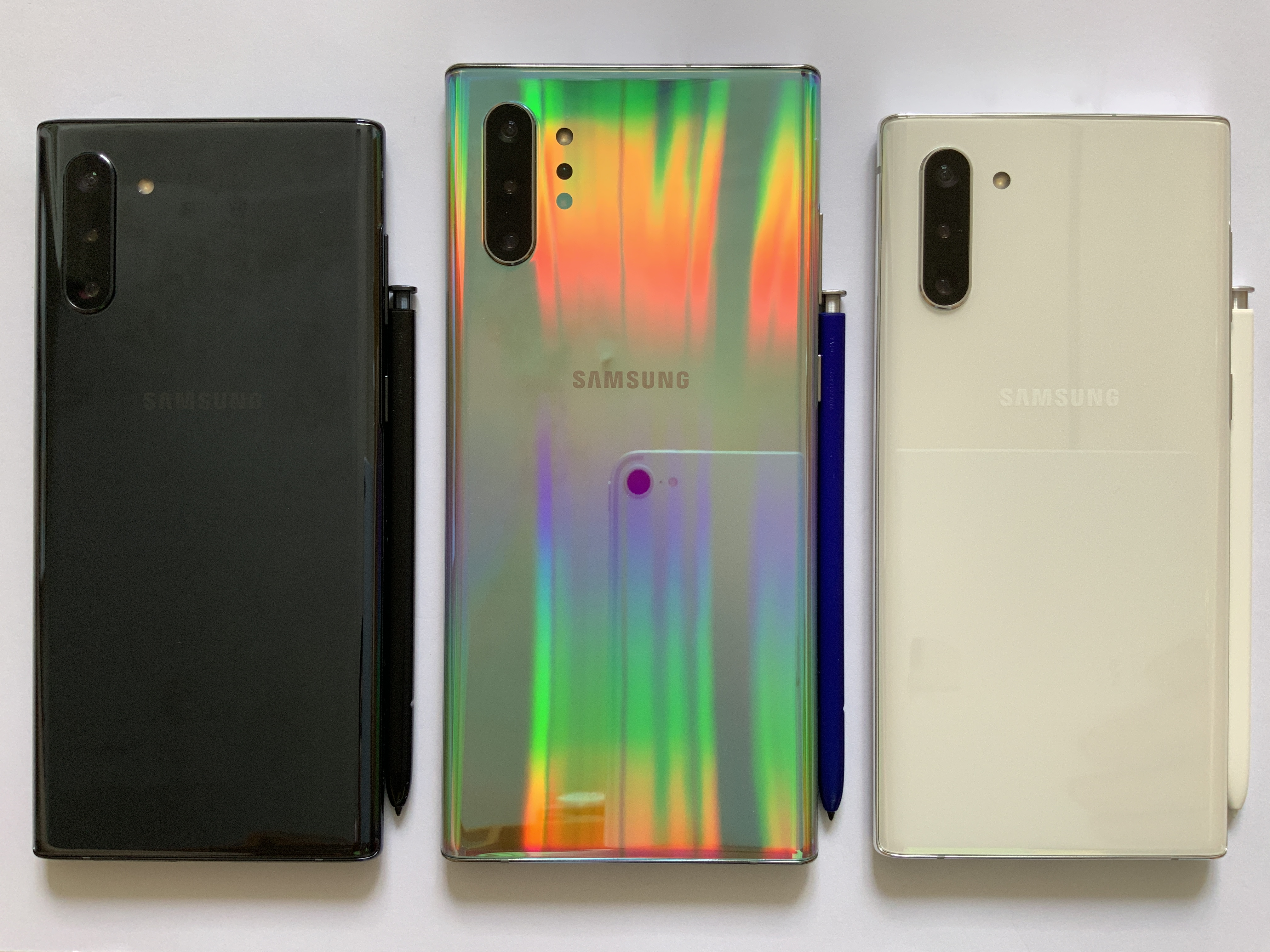
Samsung Galaxy Note 10 y Note 10+

El Galaxy Note 10 tiene 4 modelos con diferentes especificaciones de hardware, Note 10, Note 10 5G, Note 10+ y el Note 10+ 5G, las versiones no-plus tienen una pantalla de 6.3 pulgadas de resolución 1080p (Full HD+) y las versiones plus tienen una pantalla de 6.8 pulgadas de resolución 1440p (Quad HD+) con pantallas Dynamic AMOLED(esto la hace con blancos más puros y mayor luminosidad Y con mayores ángulos de visión entre otros...) y soporte para HDR10+. Las pantallas tienen costados curvos. Las cámaras frontales ocupan un recorte circular encima de la pantalla llamado "infinity-O Display" y ocupan más del 90% de la pantalla relación cuerpo,todos los modelos utilizan un sensor de huella digital de ultrasonido.
Los modelos internacionales utilizan Samsung Exynos 9825, en cambio la versión estadounidense y china utiliza Qualcomm Snapdragon 855+. Todos los modelos tienen almacenamiento interno de 256 GB, sin embargo los mdelos Note 10+ y Note 10+ 5G también ofrecen 512 GB de almacenamiento interno. Éstos respectivamente tienen una capacidad de batería de 3500 y 4300 mAh, con soporte para la carga rápida Samsung Super Fast Charging 25w (Note 10) y Samsung Super Fast Charging 2.0 de hasta 45w (Note 10+) y la función de cargar otros dispositivos con la misma tecnología. Los Note 10 y Note 10+ fueron los primeros dispositivos de la gama en eliminar el puerto de audio de 3.5 mm. El botón Bixby también fue eliminado.

#### Cámara
El Note 10 tiene múltiples cámaras traseras con la tecnología de optimización de escenas de Samsung. Tienen una apertura dual de 12 megapíxeles (Note 10) y 16 MP (Note 10+) con una cámara adicional de visión de profundidad VGA permitiendo un mapeo de la realidad aumentada (AR) 3D. La cámara frontal tiene 10 MP en todos los modelos. El software de la cámara incluye una función de "Sugerencia de toma" para ayudar a los usuarios y también filtros artísticos en vivo (Artistic Live Filters), del mismo modo también se puede hacer publicaciones directas en Instagram (incluyendo historias). Las cámaras tienen soporte para grabación de video en 4K y HDR10+ con una estabilización de video más avanzada. Incluso los videos pueden enfocarse en vivo permitiendo a los usuarios utilizar fondos Bokeh.

#### S-pen
El S-pen ha pasado por cambios grandes comparando con el Note 9. El lápiz es ahora una sola pieza de plástico en vez de dos, y tiene una funcionanidad para comandos aéreos más avanzado que permite controlar el dispositivo de forma remota con el lápiz. Esto incluye cambiar la configuración de la cámara y exportar texto manuscrito a Microsoft Word de forma remota.